# Forma modular simulada
En matemáticas, una forma modular simulada es la parte holomórfica de una forma de Maass débil armónica, y una función theta simulada es esencialmente una forma modular simulada de peso 1/2. Srinivasa Ramanujan describió los primeros ejemplos de funciones theta simuladas en su última carta de 1920 a G. H. Hardy y en su cuaderno perdido.(Zwegers, 2001) Sander Zwegers descubrió que agregarles ciertas funciones no holomorfas las convierte en formas armónicas débiles de Maass. 

## Historia
La carta de Ramanujan del 12 de enero de 1920 a Hardy, reimpresa en (Ramanujan, 2000, Appendix II), enumeraba 17 ejemplos de funciones que llamó funciones simuladas de theta, y su cuaderno perdido (Ramanujan, 1988) contenía varios ejemplos más. (Ramanujan usó el término "función theta" para lo que hoy se llamaría una forma modular). El propio Ramanujan señaló que tienen una serie asintótica en las cúspides, similar a la de las formas modulares de peso 1/2, posiblemente con polos en las cúspides, pero no puede expresarse en términos de una función theta "ordinaria". Llamó a funciones con propiedades similares "simulacros de funciones theta". Más tarde, Zwegers descubrió la conexión de la función theta simulada con las formas de Maass débiles.
Ramanujan asoció un orden a sus funciones theta simuladas, que no estaban claramente definidas. Antes del trabajo de Zwegers, las órdenes de las funciones theta simuladas conocidas incluían
3, 5, 6, 7, 8, 10.
La noción de orden de Ramanujan más tarde resultó corresponder al conductor de la forma modular de peso 1⁄2 de las formas armónicas de Maass que admiten las funciones simuladas theta de Ramanujan como sus proyecciones holomorfas.
En las siguientes décadas, Watson, Andrews, Selberg, Hickerson, Choi, McIntosh y otros estudiaron las funciones simuladas theta de Ramanujan. Probaron las declaraciones de Ramanujan sobre ellas y encontraron varios ejemplos e identidades más. La mayoría de las "nuevas" identidades y ejemplos ya eran conocidos por Ramanujan, y reaparecieron en su cuaderno perdido.Watson (1936) descubrió que bajo la acción de elementos del grupo modular, el orden 3 de funciones theta simuladas casi se transforma en formas modulares de peso 1/2 (multiplicado por las potencias adecuadas de q), excepto porque hay "términos de error" en las ecuaciones funcionales, generalmente dados como integrales explícitas. Sin embargo, durante muchos años no hubo una buena definición de una función theta simulada. Esto cambió en 2001, cuando Zwegers descubrió su relación con las formas modulares no holomórficas, sumas de Lerch y series theta indefinidas.Zwegers (2002) demostró, utilizando el trabajo previo de Watson y Andrews, que las funciones theta simuladas de los órdenes 3, 5 y 7 pueden escribirse como la suma de una forma débil de Maass de peso 1⁄2 y una función que está limitada en geodésicas que terminan en cúspides. La forma débil de Maass tiene un autovalor 3/16 bajo la laplaciana hiperbólica (el mismo valor que las formas modulares holomorfas de peso 1⁄2); pero que sin embargo, aumenta exponencialmente rápido cerca de las cúspides, por lo que no satisface la condición de crecimiento habitual para la forma de onda de Maass. Zwegers demostró este resultado de tres maneras diferentes, relacionando las funciones theta simuladas con las funciones theta de Hecke de retículas indefinidas de dimensión 2, y con las sumas de Appell-Lerch, y con las formas meromórficas de Jacobi.
El resultado fundamental de Zwegers demuestra que las funciones simuladas de theta son las "partes holomórficas" de las formas analíticas modulares reales de peso 1/2. Esto permite ampliar muchos resultados sobre formas modulares de las funciones theta simuladas. En particular, al igual que las formas modulares, las funciones simuladas de theta se encuentran en ciertos espacios explícitos de dimensiones finitas, lo que reduce las pruebas largas y duras de muchas identidades entre ellas al álgebra lineal rutinaria. Por primera vez se hizo posible producir un número infinito de ejemplos de funciones theta simuladas. Antes de este trabajo, solo se conocían unos 50 ejemplos (la mayoría de los cuales fueron encontrados por primera vez por Ramanujan). Como otras aplicaciones de las ideas de Zwegers, Kathrin Bringmann y Ken Ono demostraron que ciertas series q que surgen de la serie hipergeométrica básica de Rogers–Fine están relacionadas con partes holomórficas de la forma armónica de Maas débil de peso 3/2 (Bringmann, Folsom y Ono, 2009) y demostró que la serie asintótica para coeficientes de la función theta simulada de orden 3 f(q) estudiada por (Andrews, 1966) y Dragonette (1952) converge a los coeficientes (Bringmann y Ono, 2006). En particular, las funciones theta simuladas poseen expansiones asintóticas en las cúspides del grupo modular, actuando sobre el semiplano superior, que se parecen a las de forma modular de peso 1/2 con polos en las cúspides.

## Definición
Una forma modular simulada se definirá como la "parte holomórfica" de una forma armónica de Maass débil.
Tómese un peso k, generalmente con 2k entero.
Elíjase un subgrupo Γ de SL2(Z) (o del grupo metapléctico si k es semi-entero) y un caracter ρ de Γ. Una forma modular f para este caracter y este grupo Γ se transforma bajo elementos de Γ por
{\displaystyle f\left({\frac {a\tau +b}{c\tau +d}}\right)=\rho {\begin{pmatrix}a&b\\c&d\end{pmatrix}}(c\tau +d)^{k}f(\tau )}
Una forma débil de Maass de peso k es una función continua en el semiplano superior que se transforma como una forma modular de peso 2 & minus; k y es una función propia del operador laplaciano de peso k, y se llama armónico si su valor propio es (1 − k/2)k/2 (Bruinier y Funke, 2004). Este es el valor propio de las formas modulares  de peso k holomórficas, por lo que todos estos son ejemplos de formas de Maass armónicas débiles. Una forma de Maass es una forma de Maass débil que disminuye rápidamente en las cúspides.
Entonces, una forma de Maass débil armónica es anulada por el operador diferencial
{\displaystyle {\frac {\partial }{\partial \tau }}y^{k}{\frac {\partial }{\partial {\overline {\tau }}}}}
Si F es cualquier forma de Maass débil armónica, entonces la función g dada por
{\displaystyle g=y^{k}{\frac {\partial {\overline {F}}}{\partial \tau }}=\sum _{n}b_{n}q^{n}}
es holomorfa y se transforma como una forma modular de peso k, aunque puede no ser holomorfa en las cúspides. Si se puede encontrar cualquier otra función g* con la misma imagen g, entonces F − g* será holomorfa. Dicha función se da invirtiendo el operador diferencial por integración; por ejemplo se puede definir
{\displaystyle g^{*}(\tau )=\left({\frac {i}{2}}\right)^{k-1}\int _{-{\overline {\tau }}}^{i\infty }(z+\tau )^{-k}{\overline {g(-{\overline {z}})}}\,dz=\sum _{n}n^{k-1}{\overline {b_{n}}}\beta _{k}(4ny)q^{-n+1}}
donde
{\displaystyle \displaystyle \beta _{k}(t)=\int _{t}^{\infty }u^{-k}e^{-\pi u}\,du}
es esencialmente la función gamma incompleta.
La integral converge siempre que g tiene un cero en la cúspide i, y la función gamma incompleta se puede extender por continuación analítica, por lo que esta fórmula se puede utilizar para definir la parte holomórfica g* de F incluso en el caso de que g sea meromórfica en i∞, aunque esto requiere cierto cuidado si k es 1 o no entero, o si n = 0. El inverso del operador diferencial está lejos de ser único, ya que se puede agregar cualquier función homomórfica a g* sin afectar a su imagen, y como resultado la función g* no necesita ser invariante bajo el grupo Γ. La función h = F − g* se llama parte holomórfica de F.
Una forma modular simulada se define como la parte holomórfica h de alguna forma armónica débil de Maass F. Entonces, existe un isomorfismo desde el espacio de formas modulares simuladas h hacia el subespacio de las formas armónicas débiles de Maass.
La forma modular simulada h es holomorfa pero no del todo modular, mientras que h + g* es modular pero no del todo holomorfa. El espacio de formas modulares simuladas de peso k contiene el espacio de formas casi modulares ("formas modulares que pueden ser meromórficas en las cúspides") de peso k como un subespacio. El cociente es (antilinealmente) isomorfo al espacio de formas modulares holomorfas de peso 2 − k. La forma modular de peso −(2 − k) g correspondiente a una forma modular simulada h se llama sombra. Es bastante común que diferentes funciones theta simuladas tengan la misma sombra. Por ejemplo, las 10 funciones theta simuladas de orden 5 encontradas por Ramanujan se dividen en dos grupos de 5, donde todas las funciones en cada grupo tienen la misma sombra (considerando la multiplicación por una constante).Zagier (2007) define una función theta simulada como una potencia racional de q = e2πiτ multiplicada por una forma modular simulada de peso 1/2 cuya sombra es una serie theta de la forma
{\displaystyle \sum _{n\in Z}\varepsilon (n)nq^{\kappa n^{2}}}
para una κ racional positiva y una función periódica impar ε. Cualquiera de estas series theta es una forma modular de peso 3/2. La potencia racional de q se puede considerar un accidente histórico.
La mayoría de las formas modulares simuladas y las formas débiles de Maass tienen un rápido crecimiento en las cúspides. Es común imponer la condición de que crecen como máximo exponencialmente en las cúspides (lo que para las formas modulares simuladas significa que son "meromórficas" en las cúspides). El espacio de las formas modulares simuladas (de peso y grupo dados) cuyo crecimiento está limitado por alguna función exponencial fija en las cúspides es de dimensión finita.

## Suma de Appell-Lerch
Las sumas de Appell-Lerch, una generalización de la Serie de Lambert, fueron estudiadas por primera vez por  () y  (). Watson estudió las funciones theta simuladas de orden 3 expresándolas en términos de sumas de Appell–Lerch, y Zwegers las utilizó para demostrar que las funciones theta simuladas son esencialmente formas modulares simuladas.
La serie de Appell–Lerch es
{\displaystyle \mu (u,v;\tau )={\frac {a^{\frac {1}{2}}}{\theta (v;\tau )}}\sum _{n\in Z}{\frac {(-b)^{n}q^{{\frac {1}{2}}n(n+1)}}{1-aq^{n}}}}
donde
{\displaystyle \displaystyle q=e^{2\pi i\tau },\quad a=e^{2\pi iu},\quad b=e^{2\pi iv}}
y
{\displaystyle \theta (v,\tau )=\sum _{n\in Z}(-1)^{n}b^{n+{\frac {1}{2}}}q^{{\frac {1}{2}}\left(n+{\frac {1}{2}}\right)^{2}}.}
La serie modificada
{\displaystyle {\hat {\mu }}(u,v;\tau )=\mu (u,v;\tau )-{\frac {1}{2}}R(u-v;\tau )}
donde
{\displaystyle R(z;\tau )=\sum _{\nu \in Z+{\frac {1}{2}}}(-1)^{\nu -{\frac {1}{2}}}\left({\rm {sign}}(\nu )-E\left[\left(\nu +{\frac {\Im (z)}{y}}\right){\sqrt {2y}}\right]\right)e^{-2\pi i\nu z}q^{-{\frac {1}{2}}\nu ^{2}}}
y además y= Im(τ) y también
{\displaystyle E(z)=2\int _{0}^{z}e^{-\pi u^{2}}\,du}
satisface las siguientes propiedades de transformación
{\displaystyle {\begin{aligned}{\hat {\mu }}(u+1,v;\tau )&=a^{-1}bq^{-{\frac {1}{2}}}{\hat {\mu }}(u+\tau ,v;\tau )\\&{}=-{\hat {\mu }}(u,v;\tau )\\e^{{\frac {2}{8}}\pi i}{\hat {\mu }}(u,v;\tau +1)&={\hat {\mu }}(u,v;\tau )\\&{}=-\left({\frac {\tau }{i}}\right)^{-{\frac {1}{2}}}e^{{\frac {\pi i}{\tau }}(u-v)^{2}}{\hat {\mu }}\left({\frac {u}{\tau }},{\frac {v}{\tau }};-{\frac {1}{\tau }}\right).\end{aligned}}}
En otras palabras, la serie modificada de Appell–Lerch se transforma como una forma modular con respecto a τ. Dado que las funciones theta simuladas se pueden expresar en términos de series de Appell–Lerch, esto significa que las funciones theta simuladas se transforman como formas modulares si se les agregan ciertas series no analíticas.

## Serie theta indefinida
Andrews (1986) mostró que varias de las funciones theta simuladas de quinto orden de Ramanujan son iguales a los cocientes Θ(τ)/θ(τ), donde θ(τ) es una forma modular de peso 1/2 y Θ(τ) es una función theta de una forma cuadrática binaria indefinida, y Hickerson (1988b) demostró resultados similares para las funciones theta simuladas de séptimo orden. Zwegers a su vez demostró cómo completar las funciones theta indefinidas para producir formas modulares analíticas reales, y usó este procedimiento para dar otra prueba de la relación entre las funciones theta simuladas y las formas de onda de Maass débiles.

## Forma meromórfica de Jacobi
Andrews (1988) observó que algunas de las funciones theta simuladas de quinto orden de Ramanujan podrían expresarse en términos de cocientes de las funciones theta de Jacobi. Zwegers usó esta idea para expresar funciones simuladas de theta como coeficientes de Fourier de formas meromórficas de Jacobi.

## Aplicaciones
- Lawrence y Zagier (1999) simula funciones relacionadas con theta para invariantes cuánticos de 3 variedades.
- Semikhatov, Taormina y Tipunin (2005) simula funciones relacionadas con theta para el super álgebra de Lie y para la teoría de campo conforme bidimensional de dimensiones infinitas.
- Troost (2010) mostró que las terminaciones modulares de las formas modulares simuladas surgen como géneros elípticos de las teorías de campo conforme con espectro continuo.
- Las funciones theta simuladas aparecen en la teoría de la luz de luna umbral.
- Dabholkar, Murthy y Zagier (2012) demostraron que las formas modulares simuladas están relacionadas con las degeneraciones de agujeros negros cuánticos en la teoría de cuerdas para N = 4.

## Ejemplos
- Cualquier forma modular de peso k (posiblemente solo meromórfica en las cúspides) es una forma modular simulada de peso k con sombra 0.
- La serie cuasimodular de Eisenstein

{\displaystyle \displaystyle E_{2}(\tau )=1-24\sum _{n>0}\sigma _{1}(n)q^{n}}
de peso 2 y nivel 1 es una forma modular simulada de peso 2, cuya sombra es una constante. Esto significa que
{\displaystyle \displaystyle E_{2}(\tau )-3/\pi y}
se transforma como una forma modular de peso 2 (donde τ = x + iy).
- La función estudiada por Zagier (1975) (Hirzebruch y Zagier, 1976, 2.2) con coeficientes de Fourier que son números de clase de Hurwitz H(N) de campos cuadráticos imaginarios, es una forma modular simulada de peso 3/2, nivel 4 y sombra ∑q n2. La forma de onda de Maass débil correspondiente es

{\displaystyle F(\tau )=\sum _{N}H(N)q^{n}+y^{-1/2}\sum _{n\in Z}\beta (4\pi n^{2}y)q^{-n^{2}}}
donde
{\displaystyle \beta (x)={\frac {1}{16\pi }}\int _{1}^{\infty }u^{-3/2}e^{-xu}du}
y además y = Im(τ), q = e2πiτ.
Las funciones theta simuladas son formas modulares simuladas de peso 1/2 cuya sombra es una función theta unitaria, multiplicada por una potencia racional de q (por razones históricas). Antes de que el trabajo de Zwegers condujera a un método general para construirlos, la mayoría de los ejemplos se daban como funciones hipergeométricas básicas, pero esto es en gran medida un accidente histórico, y la mayoría de las funciones theta simuladas no tienen una expresión simple conocida en términos de tales funciones.
Las funciones theta simuladas "triviales" son las formas modulares (holomorfas) de peso 1/2, que fueron clasificadas por Serre y Stark (1977), quien demostró que todas podían escribirse en términos de funciones theta de redes unidimensionales.
Los siguientes ejemplos utilizan los símbolos de q-Pochhammer {\displaystyle (a;q)_{n}} que se definen como:
{\displaystyle (a;q)_{n}=\prod _{0\leq j<n}(1-aq^{j})=(1-a)(1-aq)\cdots (1-aq^{n-1}).}

### Orden 2
(McIntosh, 2007) estudió algunas funciones de simulación theta de orden 2.
{\displaystyle A(q)=\sum _{n\geq 0}{\frac {q^{(n+1)^{2}}(-q;q^{2})_{n}}{(q;q^{2})_{n+1}^{2}}}=\sum _{n\geq 0}{\frac {q^{n+1}(-q^{2};q^{2})_{n}}{(q;q^{2})_{n+1}}}} (sucesión A006304 en OEIS)
{\displaystyle B(q)=\sum _{n\geq 0}{\frac {q^{n(n+1)}(-q^{2};q^{2})_{n}}{(q;q^{2})_{n+1}^{2}}}=\sum _{n\geq 0}{\frac {q^{n}(-q;q^{2})_{n}}{(q;q^{2})_{n+1}}}} (sucesión A153140 en OEIS)
{\displaystyle \mu (q)=\sum _{n\geq 0}{\frac {(-1)^{n}q^{n^{2}}(q;q^{2})_{n}}{(-q^{2};q^{2})_{n}^{2}}}} (sucesión A006306 en OEIS)
La función μ fue encontrada por Ramanujan, tal como figura en su cuaderno perdido.
Están relacionadas con las funciones enumeradas en la sección de las funciones orden 8, por
{\displaystyle U_{0}(q)-2U_{1}(q)=\mu (q)}
{\displaystyle V_{0}(q)-V_{0}(-q)=4qB(q^{2})}
{\displaystyle V_{1}(q)+V_{1}(-q)=2A(q^{2})}

### Orden 3
Ramanujan mencionó cuatro funciones theta simuladas de orden 3 en su carta a Hardy, y enumeró otras tres en su cuaderno perdido, que fueron redescubiertas por George Neville Watson.Watson (1936) probó las relaciones entre ellas declaradas por Ramanujan y también encontró sus transformaciones bajo elementos del grupo modular al expresarlas como sumas de Appell-Lerch.Dragonette (1952) describió la expansión asintótica de sus coeficientes.Zwegers (2000) los relacionó con formas armónicas débiles de Maass. Véase también (Fine, 1988)
Las siete funciones theta simuladas de orden 3 dadas por Ramanujan son
{\displaystyle f(q)=\sum _{n\geq 0}{q^{n^{2}} \over (-q;q)_{n}^{2}}={2 \over \prod _{n>0}(1-q^{n})}\sum _{n\in \mathbf {Z} }{(-1)^{n}q^{n(3n+1)/2} \over 1+q^{n}}},  (sucesión A000025 en OEIS).
{\displaystyle \phi (q)=\sum _{n\geq 0}{q^{n^{2}} \over (-q^{2};q^{2})_{n}}={1 \over \prod _{n>0}(1-q^{n})}\sum _{n\in \mathbf {Z} }{(-1)^{n}(1+q^{n})q^{n(3n+1)/2} \over 1+q^{2n}}} (sucesión A053250 en OEIS).
{\displaystyle \psi (q)=\sum _{n>0}{q^{n^{2}} \over (q;q^{2})_{n}}={q \over \prod _{n>0}(1-q^{4n})}\sum _{n\in \mathbf {Z} }{(-1)^{n}q^{6n(n+1)} \over 1-q^{4n+1}}} (sucesión A053251 en OEIS).
{\displaystyle \chi (q)=\sum _{n\geq 0}{q^{n^{2}} \over \prod _{1\leq i\leq n}(1-q^{i}+q^{2i})}={1 \over 2\prod _{n>0}(1-q^{n})}\sum _{n\in \mathbf {Z} }{(-1)^{n}(1+q^{n})q^{n(3n+1)/2} \over 1-q^{n}+q^{2n}}} (sucesión A053252 en OEIS).
{\displaystyle \omega (q)=\sum _{n\geq 0}{q^{2n(n+1)} \over (q;q^{2})_{n+1}^{2}}={1 \over \prod _{n>0}(1-q^{2n})}\sum _{n\geq 0}{(-1)^{n}q^{3n(n+1)}{1+q^{2n+1} \over 1-q^{2n+1}}}} (sucesión A053253 en OEIS).
{\displaystyle \nu (q)=\sum _{n\geq 0}{q^{n(n+1)} \over (-q;q^{2})_{n+1}}={1 \over \prod _{n>0}(1-q^{n})}\sum _{n\geq 0}{(-1)^{n}q^{3n(n+1)/2}{1-q^{2n+1} \over 1+q^{2n+1}}}} (sucesión A053254 en OEIS).
{\displaystyle \rho (q)=\sum _{n\geq 0}{q^{2n(n+1)} \over \prod _{0\leq i\leq n}(1+q^{2i+1}+q^{4i+2})}={1 \over \prod _{n>0}(1-q^{2n})}\sum _{n\geq 0}{(-1)^{n}q^{3n(n+1)}{1-q^{4n+2} \over 1+q^{2n+1}+q^{4n+2}}}} (sucesión A053255 en OEIS).
Las primeras cuatro forman un grupo con la misma sombra (dependiente de una constante), y también las tres últimas. Más precisamente, las funciones satisfacen las siguientes relaciones (encontradas por Ramanujan y probadas por Watson):
{\displaystyle {\begin{aligned}2\phi (-q)-f(q)&=f(q)+4\psi (-q)=\theta _{4}(0,q)\prod _{r>0}\left(1+q^{r}\right)^{-1}\\4\chi (q)-f(q)&=3\theta _{4}^{2}(0,q^{3})\prod _{r>0}\left(1-q^{r}\right)^{-1}\\2\rho (q)+\omega (q)&=3\left({\frac {1}{2}}q^{-{\frac {3}{8}}}\theta _{2}(0,q^{\frac {3}{2}})\right)^{2}\prod _{r>0}\left(1-q^{2r}\right)^{-1}\\\nu (\pm q)\pm q\omega \left(q^{2}\right)&={\frac {1}{2}}q^{-{\frac {1}{4}}}\theta _{2}(0,q)\prod _{r>0}\left(1+q^{2r}\right)\\f\left(q^{8}\right)\pm 2q\omega (\pm q)\pm 2q^{3}\omega \left(-q^{4}\right)&=\theta _{3}(0,\pm q)\theta _{3}^{2}\left(0,q^{2}\right)\prod _{r>0}\left(1-q^{4r}\right)^{-2}\\f(q^{8})+q\omega (q)-q\omega (-q)&=\theta _{3}(0,q^{4})\theta _{3}^{2}(0,q^{2})\prod _{r>0}\left(1-q^{4r}\right)^{-2}\end{aligned}}}

### Orden 5
Ramanujan escribió diez funciones theta simuladas de orden 5 en su carta de 1920 a Hardy, y declaró algunas relaciones entre ellas que fueron probadas por Watson (1937). En su cuaderno perdido, declaró algunas identidades adicionales relacionadas con estas funciones, equivalentes a las "conjeturas theta simuladas" (Andrews y Garvan, 1989), que fueron probadas por Hickerson (1988).Andrews (1986) encontró representaciones de muchas de estas funciones como el cociente de una serie theta indefinida respecto a formas modulares de peso 1/2.
{\displaystyle f_{0}(q)=\sum _{n\geq 0}{q^{n^{2}} \over (-q;q)_{n}}} (sucesión A053256 en OEIS)
{\displaystyle f_{1}(q)=\sum _{n\geq 0}{q^{n^{2}+n} \over (-q;q)_{n}}} (sucesión A053257 en OEIS)
{\displaystyle \phi _{0}(q)=\sum _{n\geq 0}{q^{n^{2}}(-q;q^{2})_{n}}} (sucesión A053258 en OEIS)
{\displaystyle \phi _{1}(q)=\sum _{n\geq 0}{q^{(n+1)^{2}}(-q;q^{2})_{n}}} (sucesión A053259 en OEIS)
{\displaystyle \psi _{0}(q)=\sum _{n\geq 0}{q^{(n+1)(n+2)/2}(-q;q)_{n}}} (sucesión A053260 en OEIS)
{\displaystyle \psi _{1}(q)=\sum _{n\geq 0}{q^{n(n+1)/2}(-q;q)_{n}}} (sucesión A053261 en OEIS)
{\displaystyle \chi _{0}(q)=\sum _{n\geq 0}{q^{n} \over (q^{n+1};q)_{n}}=2F_{0}(q)-\phi _{0}(-q)} (sucesión A053262 en OEIS)
{\displaystyle \chi _{1}(q)=\sum _{n\geq 0}{q^{n} \over (q^{n+1};q)_{n+1}}=2F_{1}(q)+q^{-1}\phi _{1}(-q)} (sucesión A053263 en OEIS)
{\displaystyle F_{0}(q)=\sum _{n\geq 0}{q^{2n^{2}} \over (q;q^{2})_{n}}} (sucesión A053264 en OEIS)
{\displaystyle F_{1}(q)=\sum _{n\geq 0}{q^{2n^{2}+2n} \over (q;q^{2})_{n+1}}} (sucesión A053265 en OEIS)
{\displaystyle \Psi _{0}(q)=-1+\sum _{n\geq 0}{q^{5n^{2}} \over (1-q)(1-q^{4})(1-q^{6})(1-q^{9})...(1-q^{5n+1})}} (sucesión A053266 en OEIS)
{\displaystyle \Psi _{1}(q)=-1+\sum _{n\geq 0}{q^{5n^{2}} \over (1-q^{2})(1-q^{3})(1-q^{7})(1-q^{8})...(1-q^{5n+2})}} (sucesión A053267 en OEIS)

### Orden 6
Ramanujan (1988) escribió siete funciones theta simuladas de orden 6 en su cuaderno perdido, y declaró 11 identidades entre ellas, que se probaron en Andrews y Hickerson (1991). Dos de las identidades de Ramanujan se relacionan con φ y ψ en varios argumentos, cuatro de ellas expresan φ y ψ en términos de la serie Appell-Lerch, y las últimas cinco identidades expresan
las cinco funciones theta simuladas de sexto orden restantes en términos de φ y ψ.Berndt y Chan (2007) descubrió dos funciones más de sexto orden.
Las funciones de theta simuladas de orden 6 son:
{\displaystyle \phi (q)=\sum _{n\geq 0}{(-1)^{n}q^{n^{2}}(q;q^{2})_{n} \over (-q;q)_{2n}}} (sucesión A053268 en OEIS)
{\displaystyle \psi (q)=\sum _{n\geq 0}{(-1)^{n}q^{(n+1)^{2}}(q;q^{2})_{n} \over (-q;q)_{2n+1}}} (sucesión A053269 en OEIS)
{\displaystyle \rho (q)=\sum _{n\geq 0}{q^{n(n+1)/2}(-q;q)_{n} \over (q;q^{2})_{n+1}}} (sucesión A053270 en OEIS)
{\displaystyle \sigma (q)=\sum _{n\geq 0}{q^{(n+1)(n+2)/2}(-q;q)_{n} \over (q;q^{2})_{n+1}}} (sucesión A053271 en OEIS)
{\displaystyle \lambda (q)=\sum _{n\geq 0}{(-1)^{n}q^{n}(q;q^{2})_{n} \over (-q;q)_{n}}} (sucesión A053272 en OEIS)
{\displaystyle 2\mu (q)=\sum _{n\geq 0}{(-1)^{n}q^{n+1}(1+q^{n})(q;q^{2})_{n} \over (-q;q)_{n+1}}} (sucesión A053273 en OEIS)
{\displaystyle \gamma (q)=\sum _{n\geq 0}{q^{n^{2}}(q;q)_{n} \over (q^{3};q^{3})_{n}}} (sucesión A053274 en OEIS)
{\displaystyle \phi _{-}(q)=\sum _{n\geq 1}{q^{n}(-q;q)_{2n-1} \over (q;q^{2})_{n}}} (sucesión A153251 en OEIS)
{\displaystyle \psi _{-}(q)=\sum _{n\geq 1}{q^{n}(-q;q)_{2n-2} \over (q;q^{2})_{n}}} (sucesión A153252 en OEIS)

### Orden 7
Ramanujan dio tres funciones theta simuladas de orden 7 en su carta de 1920 a Hardy. Fueron estudiados por Selberg (1938), quien encontró una expansión asintótica para sus coeficientes, y (Andrews, 1986).Hickerson (1988) encontró representaciones de muchas de estas funciones como cocientes de series theta indefinidas mediante formas modulares de peso 1/2. () describió sus propiedades de transformación modular.
- {\displaystyle \displaystyle F_{0}(q)=\sum _{n\geq 0}{q^{n^{2}} \over (q^{n+1};q)_{n}}} (sucesión A053275 en OEIS)
- {\displaystyle \displaystyle F_{1}(q)=\sum _{n\geq 0}{q^{n^{2}} \over (q^{n};q)_{n}}} (sucesión A053276 en OEIS)
- {\displaystyle \displaystyle F_{2}(q)=\sum _{n\geq 0}{q^{n(n+1)} \over (q^{n+1};q)_{n+1}}} (sucesión A053277 en OEIS)

Estas tres funciones theta simuladas tienen sombras diferentes, por lo que a diferencia del caso de las funciones de orden 3 y orden 5 de Ramanujan, no hay relaciones lineales entre ellas y las formas modulares ordinarias.
Las formas de Maass débiles correspondientes son
{\displaystyle {\begin{aligned}M_{1}(\tau )&=q^{-1/168}F_{1}(q)+R_{7,1}(\tau )\\[4pt]M_{2}(\tau )&=-q^{-25/168}F_{2}(q)+R_{7,2}(\tau )\\[4pt]M_{3}(\tau )&=q^{47/168}F_{3}(q)+R_{7,3}(\tau )\end{aligned}}}
donde
{\displaystyle R_{p,j}(\tau )=\!\!\!\!\sum _{n\equiv j{\bmod {p}}}{12 \choose n}\operatorname {sgn}(n)\beta (n^{2}y/6p)q^{-n^{2}/24p}}
y
{\displaystyle \beta (x)=\int _{x}^{\infty }u^{-1/2}e^{-\pi u}\,du}
es más o menos la función de error complementaria.
Bajo el grupo metapléctico, estas tres funciones se transforman de acuerdo con una representación tridimensional determinada del grupo metapléctico de la siguiente manera
{\displaystyle {\begin{aligned}M_{j}(-1/\tau )&={\sqrt {\tau /7i}}\,\sum _{k=1}^{3}2\sin(6\pi jk/7)M_{k}(\tau )\\[6pt]M_{1}(\tau +1)&=e^{-2\pi i/168}M_{1}(\tau ),\\[6pt]M_{2}(\tau +1)&=e^{-2\times 25\pi i/168}M_{2}(\tau ),\\[6pt]M_{3}(\tau +1)&=e^{-2\times 121\pi i/168}M_{3}(\tau ).\end{aligned}}}
En otras palabras, son los componentes de una forma de peso débil de Maass armónica de valor vectorial 1/2.

### Orden 8
Gordon y McIntosh (2000) encontró ocho funciones theta simuladas de orden 8. Halló cinco relaciones lineales que las involucraban, y expresó cuatro de las funciones como sumas de Appell-Lerch, y describió sus transformaciones bajo el grupo modular.
Las dos funciones V1 y U0 habían sido encontradas anteriormente por Ramanujan (1988, p. 8, eqn 1; p. 29 eqn 6) en su cuaderno perdido.
{\displaystyle S_{0}(q)=\sum _{n\geq 0}{q^{n^{2}}(-q;q^{2})_{n} \over (-q^{2};q^{2})_{n}}} (sucesión A153148 en OEIS)
{\displaystyle S_{1}(q)=\sum _{n\geq 0}{q^{n(n+2)}(-q;q^{2})_{n} \over (-q^{2};q^{2})_{n}}} (sucesión A153149 en OEIS)
{\displaystyle T_{0}(q)=\sum _{n\geq 0}{q^{(n+1)(n+2)}(-q^{2};q^{2})_{n} \over (-q;q^{2})_{n+1}}} (sucesión A153155 en OEIS)
{\displaystyle T_{1}(q)=\sum _{n\geq 0}{q^{n(n+1)}(-q^{2};q^{2})_{n} \over (-q;q^{2})_{n+1}}} (sucesión A153156 en OEIS)
{\displaystyle U_{0}(q)=\sum _{n\geq 0}{q^{n^{2}}(-q;q^{2})_{n} \over (-q^{4};q^{4})_{n}}} (sucesión A153172 en OEIS)
{\displaystyle U_{1}(q)=\sum _{n\geq 0}{q^{(n+1)^{2}}(-q;q^{2})_{n} \over (-q^{2};q^{4})_{n+1}}} (sucesión A153174 en OEIS)
{\displaystyle V_{0}(q)=-1+2\sum _{n\geq 0}{q^{n^{2}}(-q;q^{2})_{n} \over (q;q^{2})_{n}}=-1+2\sum _{n\geq 0}{q^{2n^{2}}(-q^{2};q^{4})_{n} \over (q;q^{2})_{2n+1}}} (sucesión A153176 en OEIS)
{\displaystyle V_{1}(q)=\sum _{n\geq 0}{q^{(n+1)^{2}}(-q;q^{2})_{n} \over (q;q^{2})_{n+1}}=\sum _{n\geq 0}{q^{2n^{2}+2n+1}(-q^{4};q^{4})_{n} \over (q;q^{2})_{2n+2}}} (sucesión A153178 en OEIS)

### Orden 10
Ramanujan (1988, p. 9) enumeró cuatro funciones theta simuladas de orden 10 en su cuaderno perdido, y estableció algunas relaciones entre ellas, que fueron probadas por  ().
- {\displaystyle \phi (q)=\sum _{n\geq 0}{q^{n(n+1)/2} \over (q;q^{2})_{n+1}}} (sucesión A053281 en OEIS)
- {\displaystyle \psi (q)=\sum _{n\geq 0}{q^{(n+1)(n+2)/2} \over (q;q^{2})_{n+1}}} (sucesión A053282 en OEIS)
- {\displaystyle \mathrm {X} (q)=\sum _{n\geq 0}{(-1)^{n}q^{n^{2}} \over (-q;q)_{2n}}} (sucesión A053283 en OEIS)
- {\displaystyle \chi (q)=\sum _{n\geq 0}{(-1)^{n}q^{(n+1)^{2}} \over (-q;q)_{2n+1}}} (sucesión A053284 en OEIS)